# 杭州蕭山国際空港
杭州蕭山国際空港（こうしゅうしょうざんこくさいくうこう）は中華人民共和国浙江省杭州市に位置する国際空港。

## 沿革
- 1997年7月　正式に着工する。
- 2000年12月28日　杭州筧橋空港が民間空港業務を終了する。
- 2000年12月30日　杭州筧橋空港から民間空港業務を引き継いで、開港する。
- 2004年3月　外国の航空会社の離着陸が認可される。

## 主な就航路線

### 国内線
国内68都市、国外36都市に就航（2014年現在）。
- 国内68都市（省略）

| 航空会社     | 就航地 |
| ------------ | ------ |
| 中国国際航空 |        |
| 中国東方航空 |        |
| 中国南方航空 |        |
| 吉祥航空     |        |
| 厦門航空     |        |
| 北京首都航空 |        |
| 海南航空     |        |
| 長竜航空     |        |
| 山東航空     |        |
| 春秋航空     |        |
| 奥凱航空     |        |
| チベット航空 |        |
| 大連航空     |        |
| 深圳航空     |        |
| 四川航空     |        |
| 桂林航空     |        |
| 華夏航空     |        |
| 天津航空     |        |
| 河北航空     |        |
| 重慶航空     |        |
| 江西航空     |        |
| 成都航空     |        |
| 中国聯合航空 |        |
| ウルムチ航空 |        |
| 昆明航空     |        |

### 国際線
- 国外36都市
  - 香港、マカオ、東京(成田)、名古屋(中部)、大阪(関西)、ソウル(仁川)、釜山(金海)、務安、札幌(新千歳)、台北、高雄、クアラルンプール、バンコク、シンガポール、アムステルダム、リスボンなど

| 航空会社                 | 就航地 |
| ------------------------ | --- |
| 中国東方航空             | ソウル/仁川、香港、シンガポール、ホーチミン、オークランド                                                                                  |
| 中国国際航空             | ソウル/仁川、香港、台北/桃園、東京/成田、大阪/関西、バンコク/スワンナプーム、ハノイ(2025年10月26日より運航開始予定)、ローマ/フィウミチーノ |
| 北京首都航空             | 済州、モスクワ/シェレメーチエヴォ、バルセロナ(マドリード経由)、マドリード、リスボン、メルボルン                                            |
| 厦門航空                 | 香港、マカオ、シンガポール、名古屋/中部、大阪/関西                                                                                         |
| 長竜航空                 | 大阪/関西、香港、アルマトイ、済州 |
| キャセイパシフィック航空 | 香港 |
| 香港航空                 | 香港 |
| マカオ航空               | マカオ |
| エバー航空               | 台北/桃園 |
| 大韓航空                 | ソウル/仁川 |
| アシアナ航空             | ソウル/仁川 |
| 全日本空輸               | 東京/成田 |
| タイ・ライオン・エア     | バンコク/ドンムアン |
| タイ・エアアジア         | バンコク/ドンムアン |
| エアアジアX              | クアラルンプール |
| ラオス航空               | ビエンチャン |
| スクート                 | シンガポール |
| ウズベキスタン航空       | タシュケント |
| カタール航空             | ドーハ |
| エジプト航空             | カイロ |

## アクセス
- 杭州地下鉄1号線・7号線・19号線
  - 蕭山国際機場駅
- バス - 杭州駅経由、総合售票処(浣沙路)までリムジンバスが運行されている。
- タクシー - 約100元